# 米扎爾·庫比亞克
米扎爾·庫比亞克（波蘭語：Michał Kubiak；1988年2月23日—）是一位波蘭排球運動員。他曾效力於土耳其排球聯賽球隊安卡拉。目前效力於日本松下黑豹。他也代表波蘭國家排球隊參賽，參加了2012年倫敦奧運會和2014年世界排球錦標賽。